# 3x64
3x64 je česká logická videohra z roku 2019. Vytvořilo ji studio Lightning Soft.

## Hratelnost
Cílem je spojit kostičky stejné barvy. Oproti jiným hrám podobného typu je však v 3x64 i gravitace, která se neustále mění.